# Incancellabile
Incancellabile è un brano musicale della cantante italiana Laura Pausini. È il 1º singolo che anticipa l'uscita dell'album Le cose che vivi del 1996, trasmesso in radio dal 26 agosto.

## Descrizione
La musica è composta da Giuseppe Carella, Fabrizio Baldoni e Gino De Stefani; il testo è scritto da Cheope; l'adattamento spagnolo è di Badia, quello portoghese è di Cláudio Rabello.
La canzone viene tradotta in lingua spagnola con il titolo Inolvidable, inserita nell'album Las cosas que vives ed estratta come 1° singolo in Spagna e in America Latina.
La canzone viene tradotta anche in lingua portoghese con il titolo Inesquecível, inserita nell'album Le cose che vivi per il mercato brasiliano ed estratta come 1° singolo in Brasile.
I 3 brani vengono trasmessi in radio; vengono realizzati i videoclip dei brani in lingua italiana, lingua spagnola e lingua portoghese.
La canzone è dedicata ad Alfredo Cerutti jr, allora fidanzato dell'artista.

## Il video
Il videoclip (in lingua italiana, in lingua spagnola e in lingua portoghese) è stato diretto dal regista Jamie De La Peña e girato a fine luglio 1996 in Islanda nella zona di Vike su una cima di un cratere di un vulcano spento nella zona di Langisjor, nella parte sud dell'isola. Vengono alternate inquadrature terrestri a inquadrature con elicottero.
Nel 1999 i videoclip di Incancellabile e Inolvidable vengono inseriti nelle 2 VHS Video collection 93-99.

## Tracce
CDS - Promo 00351 Warner Music Italia (1996)
1. Incancellabile

CDS - Promo 03396 Warner Music Brasile (1996)
1. Incancellabile

CDS - Promo 00352 Warner Music Spagna (1996)
1. Inolvidable

CDS - Promo 00352 Warner Music Messico (1996)
1. Inolvidable

CDS - Promo 034 Warner Music Brasile (1996)
1. Inesquecivel

CDS - 0630160062 Warner Music Italia (1996)
1. Incancellabile
2. Strani amori
3. Gente (Italian Version)
4. Incancellabile (Instrumental)

CDS - 0630160059 Warner Music Europa (1996)
1. Incancellabile
2. Incancellabile (Instrumental)

CDS - Promo 175079 Warner Music Europa (1996)
1. Le cose che vivi
2. Inolvidable

CDS - 0630175082 Warner Music Europa (1996)
1. Le cose che vivi
2. Inolvidable
3. 16/05/74 (Italian Version)
4. Le cose che vivi (Radio Edit)

Download digitale
1. Incancellabile
2. Inolvidable
3. Inesquecivel

## Pubblicazioni
Incancellabile viene inserita anche nell'album The Best of Laura Pausini - E ritorno da te del 2001; in una versione rinnovata nell'album 20 - The Greatest Hits del 2013; in versione Live nel DVD Live 2001-2002 World Tour del 2002 (video), negli album Live in Paris 05 del 2005 (audio e video), San Siro 2007 del 2007 (video), Laura Live World Tour 09/Laura Live Gira Mundial 09 del 2009 (Medley Soft video) e Fatti sentire ancora/Hazte sentir más del 2018 (video).
Inolvidable viene inserita anche nell'album Lo mejor de Laura Pausini - Volveré junto a ti del 2001; in una versione rinnovata nell'album 20 - Grandes Exitos del 2013; in versione Live nel DVD Live 2001-2002 World Tour del 2002 (video).

## Crediti
- Laura Pausini: voce
- Eric Buffat: tastiera, cori
- Riccardo Galardini: chitarra elettrica, chitarra acustica
- Nathan East: basso elettrico
- Massimo Pacciani: batteria
- Emanuela Cortesi: cori
- Paola Folli: cori
- Kate Humble: cori
- Carole Cook: cori
- Nick Holand: cori
- Monica Reed: cori
- Ola Onabule: cori
- Cani Gonzalez Fernandez: cori
- Juan Pedro Alcala: cori
- Richelieu Morris Leire: cori
- Luca Jurman: cori
- Alex Baroni: cori
- Monica Magnani: cori
- London Symphony Orchestra: orchestra

## Classifiche

### Classifiche settimanali
| Classifica (1996)            | Posizione massima |
| ---------------------------- | ----------------- |
| Belgio (Vallonia)            | 17                |
| Belgio (Fiandre)             | 13                |
| Paesi Bassi                  | 37                |
| Stati Uniti (Latin Song)     | 13                |
| Stati Uniti (Latin Pop Song) | 3                 |
| Svizzera                     | 23                |

### Classifiche di fine anno
| Classifica (1996) | Posizione |
| ----------------- | --------- |
| Belgio (Vallonia) | 100       |

## Colonna sonora
Nel 1996 Incancellabile viene utilizzato come colonna sonora della telenovela brasiliana Salsa e Merengue e Inolvidable come colonna sonora della Serie televisiva colombiana La otra mitad del sol.

## Interpretazioni dal vivo
Il 26 ottobre 2001 Laura Pausini esegue il brano Inesquecível in versione live in duetto con i due cantanti brasiliani Sandy & Junior al Credicard Hall di San Paolo in Brasile, tappa del World Tour 2001-2002.
Il 12 dicembre 2004 Laura Pausini esegue di nuovo il brano Inesquecível questa volta in duetto solo con Sandy, durante il programma televisivo brasiliano di Rede Globo Domingão do Faustão.

## Cover
Nel 1997 il cantante statunitense Frankie Negrón realizza una cover di Inolvidable in versione salsa inserendola nell'album Con Amor Se Gana ed estratta come singolo di debutto.
Sempre nello stesso anno i due cantanti brasiliani Sandy & Junior realizzano una cover di Inesquecível inserendola nell'album Sonho Azul.
L'8 marzo 2024 i cantanti messicani LP Norteño e El Komander  pubblicano una cover di Inolvidable.